# Leprechaun 2
Leprechaun 2 is een Amerikaanse horror/komediefilm uit 1994 en de tweede film van de Leprechaun-serie over een Ierse sadistisch kwaadaardige kabouter.

## Verhaal
Op de duizendste verjaardag van de Leprechaun kan zijn bediende stoppen met werken, maar dan moet hij eerst een bruid vinden voor de gnoom. Helaas viel de keuze van de gnoom op zijn bloedeigen dochter. Hoe moet de bediende zich hier nu uit zien te krijgen?

## Rolverdeling
| Acteur           | Personage               |
| ---------------- | ----------------------- |
| Warwick Davis    | The Leprechaun          |
| Shevonne Durkin  | Bridget Callum          |
| Charlie Heath    | Cody Ingalls            |
| Sandy Baron      | Morty Ingalls           |
| Adam Biesk       | Ian                     |
| Linda Hopkins    | huisvrouw               |
| Arturo Gil       | dronkenlap in de kroeg  |
| Kimmy Robertson  | vriendin van de toerist |
| Clint Howard     | toerist                 |
| Billy Beck       | dakloze man             |
| Al White         | Sgt Kelly               |
| Martha Hackett   | rechercheur             |
| Tony Cox         | Black Leprechaun        |
| Mark Kiely       | Tim Streer              |
| Michael McDonald | Waiter                  |
| Warren Stevens   | Wiggins                 |